# Peter Mattei
Peter Mattei (Piteå, 3 de junio de 1965) es un barítono sueco, considerado uno de los intérpretes más reconocidos de su generación.
Ha trabajado con grandes directores como Georg Solti, Claudio Abbado, Colin Davis, Daniel Barenboim, Esa-Pekka Salonen, Riccardo Chailly, Antonio Pappano, Herbert Blomstedt, Jeffrey Tate y Daniel Harding entre otros.
Ha interpretado papeles como Fígaro en El barbero de Sevilla en la Ópera Metropolitana de Nueva York, Billy Budd en la Ópera de Frankfurt, Eugene Onegin en el Festival de Salzburgo dirigido por Daniel Barenboim y Guglielmo en Cosi fan tutte, en la Ópera Real de Estocolmo.
Durante la temporada 2008/2009 interpretó a Posa en Don Carlo en Oslo, y volvió al Metropolitan para participar en Don Giovanni.
Inició su propio festival en su ciudad natal, Lulea, al norte de Suecia, ofreciendo conciertos y representaciones de ópera al más alto nivel internacional